# Pseudobranchiomma punctata
Pseudobranchiomma punctata är en ringmaskart som först beskrevs av Treadwell 1906.  Pseudobranchiomma punctata ingår i släktet Pseudobranchiomma och familjen Sabellidae. Inga underarter finns listade i Catalogue of Life.